# Malatesta menor
Malatesta menor va ser un noble italià de la dinastia Malatesta.
Hom el considera fill de Malatesta i, per tant, germà de Giovanni di Malatesta. L'única constància documental que hi ha de Malatesta és la concòrdia signada Rímini el 1195 entre Ravenna i Marcoaldo, de la qual va ser un dels testimonis. Estava casat amb una dona anomenada Alaburga, de la qual es desconeix la filiació. Va ser pare de Malatesta della Penna. Va morir el 1197, deixant el seu fill en minoria d'edat, que va quedar sota la tutela del seu germà, Giovanni, quelcom documentat el desembre del mateix any, amb la donació de Verucchio als riminesos.